# Friedrich Münzer

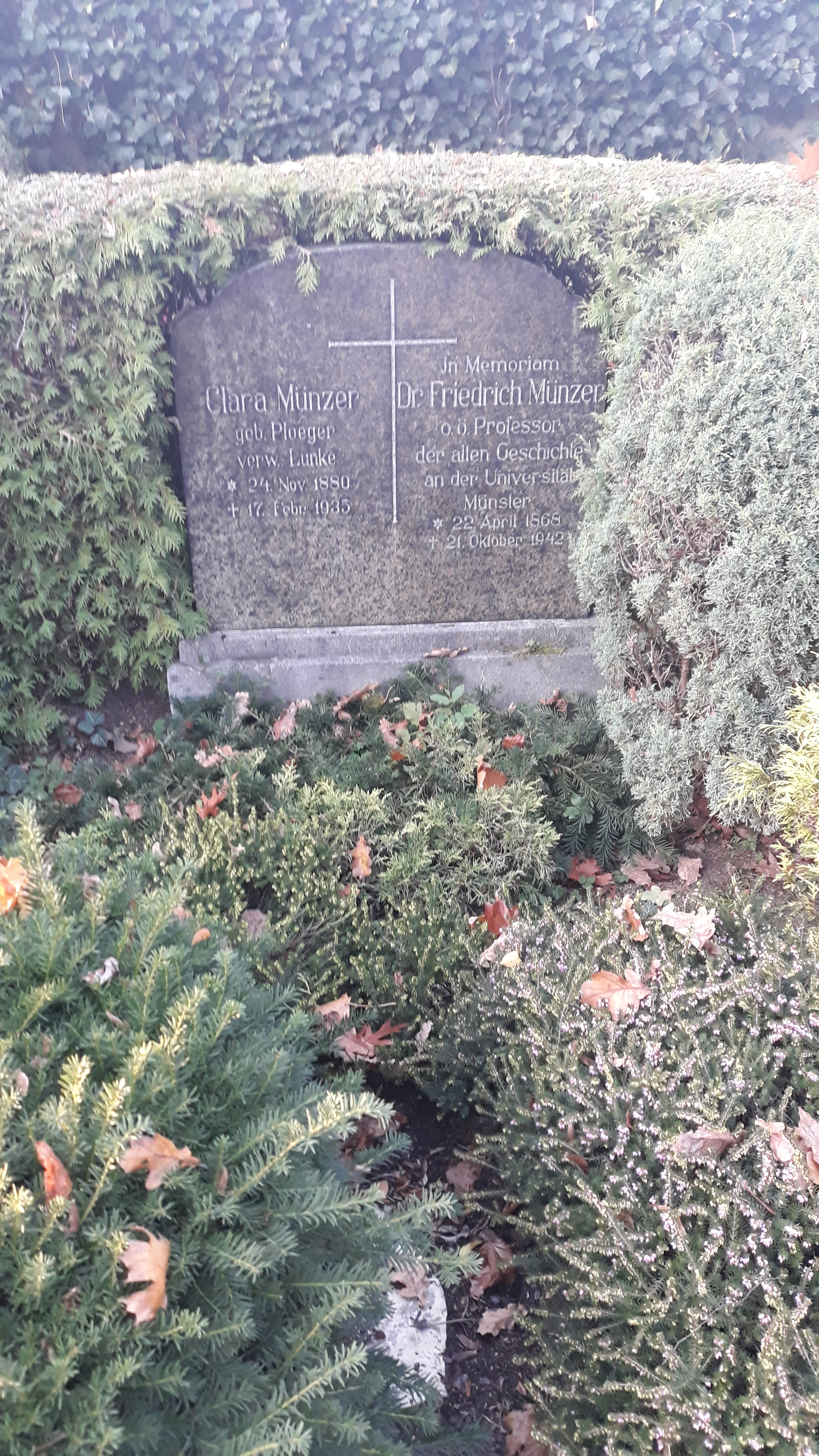
Das Grab von Friedrich Münzer und seiner zweiten Ehefrau Clara auf dem Zentralfriedhof Münster.

Friedrich Hermann Münzer (* 22. April 1868 in Oppeln (Oberschlesien); † 20. Oktober 1942 in Theresienstadt) war ein deutscher klassischer Philologe. Seine wissenschaftliche Arbeit war insbesondere für das Feld der römischen Prosopographie wichtig; er forschte unter anderem dazu, wie familiäre Beziehungen im Römischen Reich mit den politischen Kämpfen verbunden waren.

## Leben
Münzer stammte aus einer jüdischen Kaufmannsfamilie, ging zum Studium an die Universität Leipzig und 1887 an die Universität Berlin, wo er unter der Betreuung Otto Hirschfelds mit einer Dissertation zum Thema De Gente Valeria promoviert wurde. Opponenten waren Bogdan Krieger, Walter Henze und Ernst Kornemann. 1893 fuhr er nach Rom, wo Georg Wissowa ihn dafür gewann, biographische Artikel für Paulys Realencyclopädie der classischen Altertumswissenschaft (RE; auch „Pauly-Wissowa“ genannt) zu verfassen. Von Rom aus reiste er nach Athen weiter, wo er an Ausgrabungen auf der Akropolis teilnahm. Hier traf er Clara Engels, die er zwei Jahre später, am 4. September 1897, heiratete. Er wurde dadurch zum Schwippschwager der klassischen Archäologen Bruno Sauer und Paul Wolters. 
1896 wurde Münzer zum unbezahlten Dozenten an der Universität Basel ernannt, so dass er und Clara von der Unterstützung ihrer Eltern und seinen biographischen Artikeln leben mussten. 1902 wurde ihm in Basel der zweite Lehrstuhl für klassische Philologie übertragen. 1912 nahm er einen Ruf an die Albertus-Universität Königsberg an, wodurch er deutscher Beamter wurde.
Clara starb am 15. Dezember 1918 während der Grippe-Pandemie (Spanische Grippe). 1921 nahm Münzer einen Lehrstuhl an der Westfälischen Wilhelms-Universität Münster an. Sein wichtigstes Werk, Römische Adelsparteien und Adelsfamilien, war 1920 erschienen und brachte ihm zum ersten Mal in seinem Leben Ruhm ein. 1923 wurde er Dekan, 1924 heiratete er die Witwe Clara Lunke, geborene Ploeger, und wurde dadurch Stiefvater von zwei halbwüchsigen Kindern.
Münzer war generell apolitisch, 1933 aber begann die Politik sich für ihn zu interessieren, als Kommunisten, „Nichtarier“ und Gegner der NSDAP aus dem öffentlichen Dienst entfernt wurden. Beamte aus der Zeit vor 1914 wurden offiziell freigestellt, aber seine Biographen belegen seine fortgesetzte Beschäftigung auf Bitten einflussreicher Kollegen und früherer Studenten hin. Im Januar 1935 verlangte ein neues Gesetz die Entfernung aller Dozenten und Professoren, die älter als 65 Jahre waren (womit Platz für Nazi-Sympathisanten geschaffen werden sollte). Münzer ging am 23. Juli 1935 in Pension.
Seine zweite Frau starb 1935. Am 14. November des gleichen Jahres wurde er offiziell als Jude klassifiziert, woraufhin viele Kollegen und Bekannte sich von ihm distanzierten. Dennoch arbeitete er weiter an den Biographien für den Pauly-Wissowa, und sie wurden dort auch angenommen, entgegen dem Gesetz, das Juden jede publizistische Arbeit verbot. 1938 zwang ihn ein weiteres Gesetz, einen jüdischen Beinamen anzunehmen, so dass er von nun an offiziell als „der Jude Friedrich Israel Münzer“ bezeichnet wurde. In einem Brief an den Althistoriker Ronald Syme vom 12. Dezember 1938 schrieb er, dass die geänderte Situation ihn tief deprimiere, dass er seine Lage aber als deutlich besser als die vieler anderer ansehe.
Trotz Drängens einiger Freunde weigerte er sich auszuwandern. Im Juli 1942 wurde er von der Gestapo in das KZ Theresienstadt verbracht. Seiner Adoptivtochter Carla-Margarete, Witwe eines auf Kreta gefallenen Arztes der Universität Münster und NSDAP-Mitgliedes, gelang es zwar, einige Privilegien für ihn zu erreichen. So konnte er Briefe schreiben und empfangen und bekam seinen Koffer unbeschädigt ausgehändigt. Schließlich erreichte sie sogar seine Entlassung aus dem KZ, jedoch war eine Enteritis-Epidemie (Entzündung der Darmwand) im Lager ausgebrochen, der er am gleichen Tag erlag, an dem Carla-Margarete die Nachricht erhielt, dass ihr Vater entlassen werden sollte.
Sein Briefkopierbuch, in dem seine Briefausgänge der Jahre 1906 bis 1914 kopiert sind, befindet sich im Universitätsarchiv der Westfälischen Wilhelms-Universität Münster.
Zu Münzers größten Leistungen gehören seine über 5000 prosopographischen Artikel für Paulys Realencyclopädie der classischen Altertumswissenschaft (RE), die auch heute in ihrer Komplettheit nicht überholt sind und weiterhin benutzt werden.

## Schriften (Auswahl)
- De Gente Valeria. s. n., Oppeln 1891 (Berlin, Universität, phil. Dissertation, vom 20. Juni 1891; Digitalisat).
- Die Entstehung der Historien des Tacitus. In: Klio. Band 1, 1901, S. 300–330, doi:10.1524/klio.1901.1.1.300.
- Cacus der Rinderdieb (= Programm zur Rektoratsfeier der Universität Basel. 1911, ZDB-ID 340636-2). Reinhardt, Basel 1911 (Digitalisat).
- Römische Adelsparteien und Adelsfamilien Metzler, Stuttgart 1920, urn:nbn:de:bvb:12-bsb00108966-6.
- Die Entstehung des römischen Principats. Ein Beispiel des Wandels von Staatsformen. Festrede bei der Reichgründungsfeier der Westfälischen Wilhelms-Universität in Münster am 18. Januar 1927 (= Aschendorffs zeitgemäße Schriften. Band 16, ZDB-ID 1081578-8). Aschendorff, Münster 1927.
- Kleine Schriften. Herausgegeben von Matthias Haake und Ann-Cathrin Harders. Franz Steiner, Stuttgart 2012, ISBN 978-3-515-10127-1.
- über 5000 Artikel für Paulys Realencyclopädie der classischen Altertumswissenschaft[2]